# Kupfer(II)-acetylacetonat
Kupfer(II)-acetylacetonat [Cu(acac)2] ist eine chemische Verbindung aus der Gruppe der Enolate (Salze von Keto-Enol-Tautomeren) und organischen Kupferverbindungen. Es ist eine Komplexverbindung, wobei das Acetylacetonat-Anion durch Bindung jedes Sauerstoff-Atoms mit dem Kupfer-Kation einen Chelat-Ring bildet.

## Gewinnung und Darstellung
Kupfer(II)-acetylacetonat kann durch Reaktion von Kupfersulfat mit Acetylaceton und Natronlauge gewonnen werden.

## Verwendung
Kupfer(II)-acetylacetonat wird als Katalysator, Stabilisator, Additiv und als Zwischenprodukt zur Herstellung von Fungiziden verwendet.